# Milorad Protić
| Odkryte planetoidy: 7 | Odkryte planetoidy: 7 |
| --------------------- | --------------------- |
| (1517) Beograd        | 20 marca 1938         |
| (1550) Tito           | 29 listopada 1937     |
| (1554) Yugoslavia     | 9 września 1940       |
| (1564) Srbija         | 15 października 1936  |
| (1675) Simonida       | 20 marca 1938         |
| (2244) Tesla          | 22 października 1952  |
| (2348) Michkovitch    | 10 stycznia 1939      |

Milorad B. Protić (serb. Милорад Б. Протић; ur. 6 sierpnia 1911 w Belgradzie, zm. 29 października 2001 tamże) – serbski astronom.
Odkrył 7 planetoid:
- (1675) Simonida;
- (2348) Michkovitch nazwana od Vojislava Miškovicia (1892–1976), członka serbskiej Akademii Nauk i dyrektora Belgradzkiego Obserwatorium Astronomicznego;
- inne: (1517) Beograd, (1550) Tito, (1554) Yugoslavia, (1564) Srbija, (2244) Tesla

Planetoida (22278) Protitch (odkryta przez Debehogne) została nazwana na jego cześć, a (1724) Vladimir (odkryta przez Delporte) została nazwana imieniem jego wnuka. (5397) Vojislava (odkryta przez Oshimę) zyskała taką nazwę dla uczczenia Vojislavy Protić-Benišek, jego córki, dyrektora Belgradzkiego Obserwatorium Astronomicznego.